# Robert Bosch
Robert Bosch (ur. 23 września 1861, zm. 12 marca 1942) – niemiecki przemysłowiec, założyciel przedsiębiorstwa Robert Bosch GmbH.

## Życiorys
Urodził się 23 września 1861 roku w wiosce Albeck, położonej pomiędzy Ulm i Heidenheim. Był jedenastym z dwanaściorga dzieci. Jego rodzice oprócz sporego przedsiębiorstwa rolnego prowadzili również gospodę na uczęszczanym odcinku z Norymbergi do Ulm.

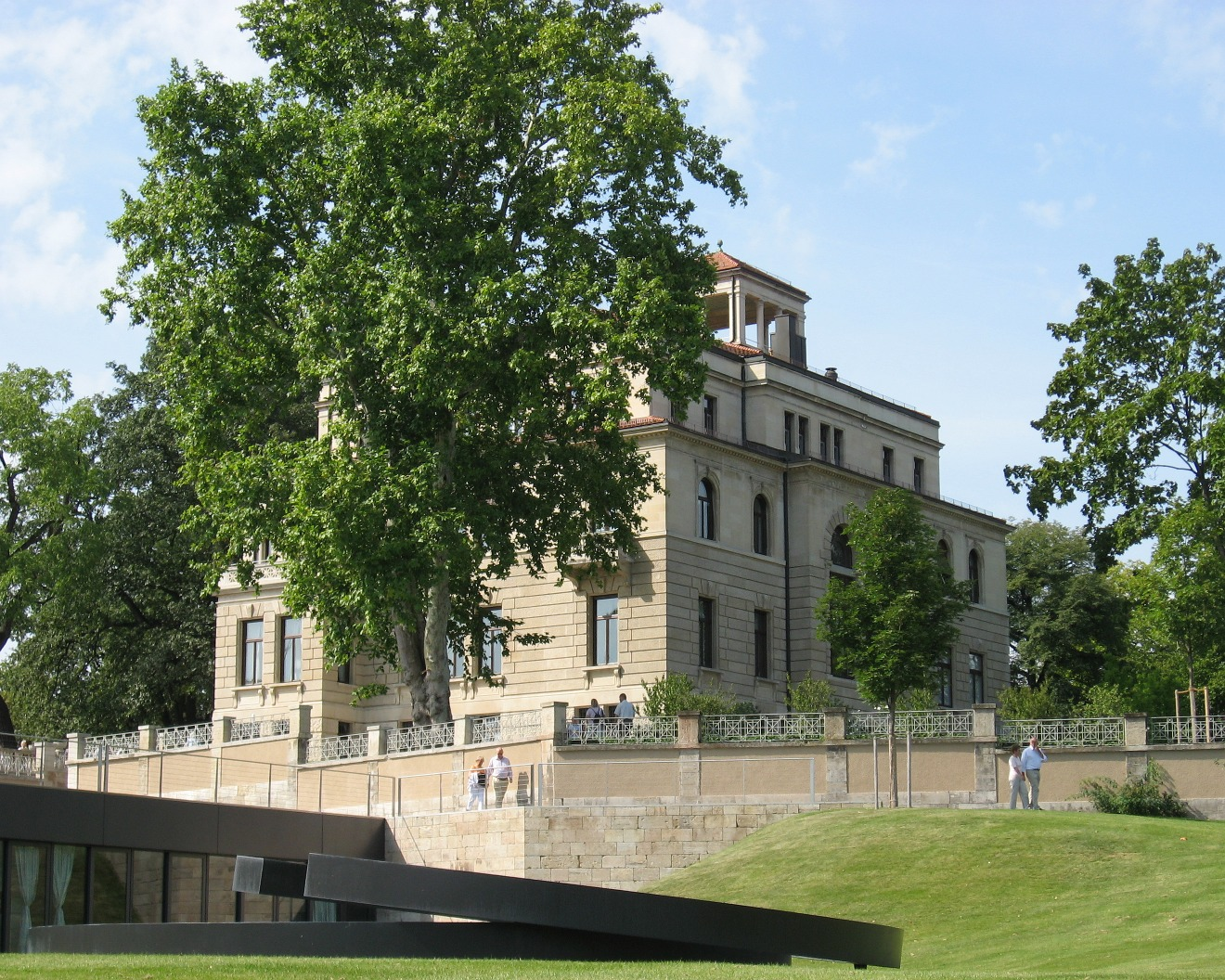
Willa w Stuttgarcie

### Nauka i początki działalności
W swoich pamiętnikach Bosch zanotował: „Kiedy miałem podjąć decyzję co do przyszłego zawodu, ojciec zapytał, czy nie chciałbym zostać mechanikiem precyzyjnym, a ja powiedziałem: tak. I tak w roku 1876 rozpocząłem praktykę u mechanika i optyka Maiera w Ulm”.
Z dyplomem czeladniczym w ręku Bosch wyruszył w podróż po świecie. Zatrzymywał się w takich miejscach, jak: Kolonia, Stuttgart, Hanau, Norymberga i Göppingen. Młody mechanik precyzyjny pracował wszędzie tam, gdzie mógł się czegoś nauczyć, przy czym był otwarty nie tylko na wiedzę techniczną. W Kolonii, gdzie jego starszy brat Karl prowadził sklep z instalacjami, poznał podstawy handlu. W Stuttgarcie jako wolny słuchacz uczęszczał przez semestr na zajęcia w Wyższej Szkole Technicznej, aby jak potem powiedział „pozbyć się strachu przed terminologią techniczną”.
Nie posiadając środków finansowych, wiosną 1884 Robert Bosch wyjechał do Ameryki, gdzie znalazł pracę u pochodzącego z Niemiec elektrotechnika, a potem zatrudnił się w fabryce Edison Machine Works.

### Warsztatmechaniki precyzyjnejielektrotechniki
Droga powrotna do ojczystej Szwabii prowadziła przez Anglię, a ostatnie pół roku Bosch spędził na wędrówce po miastach niemieckich. 15 listopada 1886 roku osiedlił się, i wkładając kapitał zakładowy w wysokości 10 tys. marek, własne oszczędności oraz spadek po ojcu, założył w Stuttgarcie Werkstätte für Feinmechanik und Elektrotechnik („warsztat mechaniki precyzyjnej i elektrotechniki”).
Mały warsztat instalacyjny zaczynał bardzo skromnie. Wraz z czeladnikiem-mechanikiem oraz uczniem Bosch naprawiał różne urządzenia elektryczne, instalował telefony, telegrafy i piorunochrony oraz oferował usługi w zakresie mechaniki precyzyjnej. Już w 1887 roku Bosch udoskonalił niskonapięciowy zapłon elektromagnetyczny do stacjonarnego silnika gazowego. Wynalazek nie odniósł upragnionego sukcesu. Rozkwit przedsiębiorstwa nastąpił dopiero wtedy, gdy Bosch na tyle poprawił swój zapłon iskrowy niskiego napięcia, że zainstalowano go w trójkołowym pojeździe mechanicznym de Dion Bouton. W roku 1902 udało się skonstruować zapłon iskrownikowy, który w szybkości zapłonu, precyzji i cenie bił na głowę wszystko, co do tej pory ukazało się na rynku, i pchnął do przodu rozwój szybkobieżnych silników benzynowych: nastała epoka wysokonapięciowego zapłonu elektromagnetycznego Boscha ze świecami zapłonowymi.

### Rozwój przedsiębiorstwa
Po 10 latach działalności Bosch zatrudniał 16 pracowników, pięć lat później 45, kolejne pięć lat później już 4500. Trzy razy zmieniał siedzibę zakładu, w 1901 roku, przeniósł się do fabryki z prawdziwego zdarzenia. W nowym budynku, na którym widniał napis „Fabryka Elektrotechniczna”, pomieszczenia były przygotowane do nowoczesnej produkcji opartej na podziale pracy. Bosch wykorzystał to, czego nauczył się w Ameryce. Tam istniała już bowiem produkcja seryjna – produkcja w warunkach podziału pracy.
Bosch zaplanował nowe warsztaty z rozmachem, aby zebrać doświadczenia z nowymi metodami produkcji. Zatrudnił najlepszych mechaników, ludzi z wyczuciem postępu technicznego, reprezentowanego przez nowe maszyny. W 1906 roku wprowadził ośmiogodzinny czas pracy, ponieważ uważał go za „najbardziej ekonomiczny i najkorzystniejszy dla utrzymania ludzkiej siły roboczej w dobrej formie”. W 1910 roku doszły do tego wolne popołudnia w soboty oraz wielostopniowy system urlopów.
Zakład Boscha intensywnie rozrastał się. Zapłon iskrowy był eksportowany niemal do wszystkich krajów świata; już w roku 1914 Bosch sprzedawał prawie 90 procent swoich wyrobów za granicę. Do jego klientów należały prawie wszystkie większe przedsiębiorstwa samochodowe. Pod koniec lat dwudziestych Bosch podjął decyzję o poszerzeniu działalności przedsiębiorstwa: rozpoczęto produkcję elektronarzędzi, na początku lat trzydziestych włączono urządzenia z zakresu techniki grzewczej oraz radia samochodowe.
Podczas II wojny światowej niemieckie fabryki Boscha pracowały na potrzeby przemysłu zbrojeniowego. Jednocześnie wspierał on ruch oporu wobec nazistowskiego reżimu, pomagał również wielu Żydom. Hans Walz – następca Roberta Boscha – został wiele lat później za tę działalność uhonorowany tytułem Sprawiedliwego wśród Narodów Świata.

### Działalność społeczna
Dla Boscha ważne były nie tylko zyski. Ogromne kwoty założyciel przedsiębiorstwa przeznaczał także na cele społeczne. Za życia Robert Bosch był nie tylko jednym z największych przedsiębiorców w Niemczech, ale także jednym z największych fundatorów i społeczników swoich czasów. Bosch popierał oświatę i ludzi utalentowanych, medycynę i powszechna opiekę społeczną, wychowanie i oświatę państwową, porozumienie między narodami.
Jeszcze przed jego śmiercią w dniu 12 marca 1942, w 1936 roku powstał w Stuttgarcie ufundowany z jego inicjatywy Szpital im. Roberta Boscha; Bosch widział w nim ukoronowanie mecenatu, jaki roztoczył nad wieloma dziedzinami życia. W 1964 roku powstała Fundacja im. Roberta Boscha, która jest spadkobiercą, jak również wyrazicielem woli swojego sławnego założyciela oraz jego działalności dla dobra ogółu.

### Robert Bosch Stiftung
Jeżeli chodzi o posiadany majątek, Fundacja im. Roberta Boscha jest drugą co do wielkości fundacją przemysłową, po Fundacji Volkswagena. Swoją szczególną pozycję zawdzięcza faktowi, że nie ogranicza się wyłącznie do popierania nauki. Jej zasadniczym zadaniem jest „likwidacja wszelkiego rodzaju niedostatków oraz mobilizowanie moralnej, zdrowotnej i umysłowej siły człowieka”. Ten wyznaczony przez założyciela fundacji cel stwarza szerokie ramy dla działalności w interesie i dla dobra ogółu.
W centrum zainteresowania działalności naukowej fundacji znajduje się, obok Szpitala im. Roberta Boscha w Stuttgarcie, podległego mu Instytutu Farmakologii Klinicznej oraz Instytutu Historii Medycyny, opracowywanie programów i realizacja projektów w dziedzinach takich jak: powszechna opieka zdrowotna, porozumienie między narodami, opieka społeczna, oświata i wychowanie, kultura i sztuka oraz nauki humanistyczne, społeczne i przyrodnicze. Kolejne punkty, na które kładzie się nacisk, to rozwijanie stosunków niemiecko-francuskich, niemiecko-polskich i niemiecko-amerykańskich.
Od początku istnienia Fundacji, na cele społeczne przeznaczono około 800 milionów euro (dane: 2008).